# Jakob Rottmayr
Jakob Rottmayr (29. dubna 1842 Saalfelden – 3. ledna 1899 Werfen) byl rakouský politik německé národnosti ze Salcburska, na konci 19. století poslanec Říšské rady.

## Biografie
Profesí byl obchodníkem. Působil též jako župní inspektor požární ochrany.
Byl i poslancem Říšské rady (celostátního parlamentu Předlitavska), kam usedl ve volbách roku 1891 za kurii městskou v Salcbursku, obvod St. Johann, Werfen atd. Ve volebním období 1891–1897 se uvádí jako Jakob Rottmayr, obchodník, bytem Werfen.
V roce 1891 se na Říšské radě uvádí jako člen klubu Sjednocené německé levice, do kterého se spojilo několik ústavověrných (liberálně a centralisticky orientovaných) proudů. Patřil mezi hlavní postavy liberálů v Salcbursku. Ve volbách roku 1897 mandát neobhájil.
Zemřel v lednu 1899.